# José Antonio Anzoátegui
Pour les articles homonymes, voir Anzoátegui.
José Antonio Anzoátegui, né à Barcelona, État d'Anzoátegui, le 14 novembre 1789 et mort à Pamplona, Colombie, le 15 novembre 1819, fut un des plus importants officiers de l'armée vénézuélienne durant les guerres d'indépendance du Venezuela et de la Colombie, et le chef de la Garde d'Honneur de Simón Bolívar.

## Biographie
José Antonio Anzoátegui nait le 14 novembre 1789 à Barcelona, aujourd'hui dans l'État d'Anzoátegui, au Venezuela. Ses parents sont José Anzoátegui et Juana Petronila Hernández. À partir de 1810, dans sa ville natale, José Antonio se montre décidé à participer à l'émancipation et se fait incorporer à la cause indépendantiste en octobre de cette même année en tant que militaire et membre de la Société Patriotique (es). En 1812, il épouse María Teresa Arguindegui. Il meurt le 15 novembre 1819 à Pamplona, dans l'actuel département colombien de Norte de Santander.

## Carrière militaire
José Antonio Anzoátegui prend part à la campagne de Guyane en 1812, dont les opérations sont dirigées par le général Francisco González Moreno. En juin et juillet de cette année, en tant que commandant militaire de Barcelona, il tente en vain d'aider les forces de Francisco de Miranda. Après le triomphe des royalistes (es), il est emprisonné à La Guaira.
En 1813 il est réincorporé dans l'armée du Venezuela avec le grade de capitaine. Il combat dans de nombreuses batailles, y compris celles d'Araure (es) en 1813 et de Carabobo (es) en 1814, puis sous le commandement du général Rafael Urdaneta il effectue la retraite en Nouvelle-Grenade.
Avec Simón Bolívar, il sert dans les opérations contre Cundinamarca lors de la guerre civile entre centralistes et fédéralistes et se distingue lors de la chute de la capitale, Bogota, en décembre 1814. En tant que commandant du bataillon Barlovento, il est membre du conseil de guerre qui s'est tenu en 1815 à Turbaco, au cours duquel Bolívar présente sa démission en tant que commandant des forces de la Nouvelle-Grenade.
En février 1816, à Los Cayos (Haïti), José Antonio Anzoátegui est promu lieutenant-colonel et nommé par Bolívar Commandant de la Garde d'Honneur. Il participe à deux expéditions commanditées par Alexandre Pétion, partant d'Haïti pour le Venezuela, ainsi qu'aux opérations qui ont abouti à la prise d'Angostura, en juillet 1817, dont il est nommé gouverneur en septembre de cette année. Son grade de général lui est donné le 13 octobre 1818, à Angostura. En tant que membre actif du conseil de guerre, il prend part au jugement du général Manuel Piar en octobre 1817. En 1818, en tant que commandant de la Garde d'Honneur, il prend part à des opérations à Calabozo et dans les vallées de l'Aragua, qui sont appelées Campagne du Centre. Sous le commandement du général José Antonio Páez, il combat lors de la bataille de Cojedes (es) le 2 mai 1818 contre le maréchal Miguel de la Torre.
Le 23 novembre 1818, il arrive à San Fernando de Apure, quelques jours après avoir été nommé commandant du Corps d'Armée des opérations de l'Ouest, servant en tant que commandant adjoint du général Páez. Páez et Bolívar mènent la campagne d'Apure dans les premiers mois de 1819. Anzoátegui est présent au conseil de guerre convoqué par Bolívar à Mantecal le 23 mai 1819, au cours duquel il est décidé la mise en œuvre de la Campagne libératrice de la Nouvelle-Grenade, durant laquelle Anzoátegui sera commandant de l'arrière-garde.
José Antonio Anzoátegui se distingue dans toutes les actions de la campagne, et en particulier dans la bataille de Boyacá, ce qui lui vaut une promotion au grade de général de division. La campagne en Nouvelle-Grenade achevée avec succès, Bolívar a élaboré un plan d'opérations incluant des actions sur Santa Marta et d'autres sur Maracaibo par Chiriguaná et Valledupar. La deuxième partie de ce plan est confiée à ce qui est appelé « l'armée du Nord » qui est placée sous le commandement du général Anzoategui. Toutefois, l'exécution de cette partie de la campagne est annulée car le jeune barcelonés meurt subitement la 15 novembre 1819 dans la ville de Pamplona, de ce que le Dr Thomas Fooley a appelé une fièvre mortelle. Ses restes sont enterrés dans l'église de Notre-Dame-des-Neiges, qui sera détruite par un tremblement de terre en 1875.

## Hommages

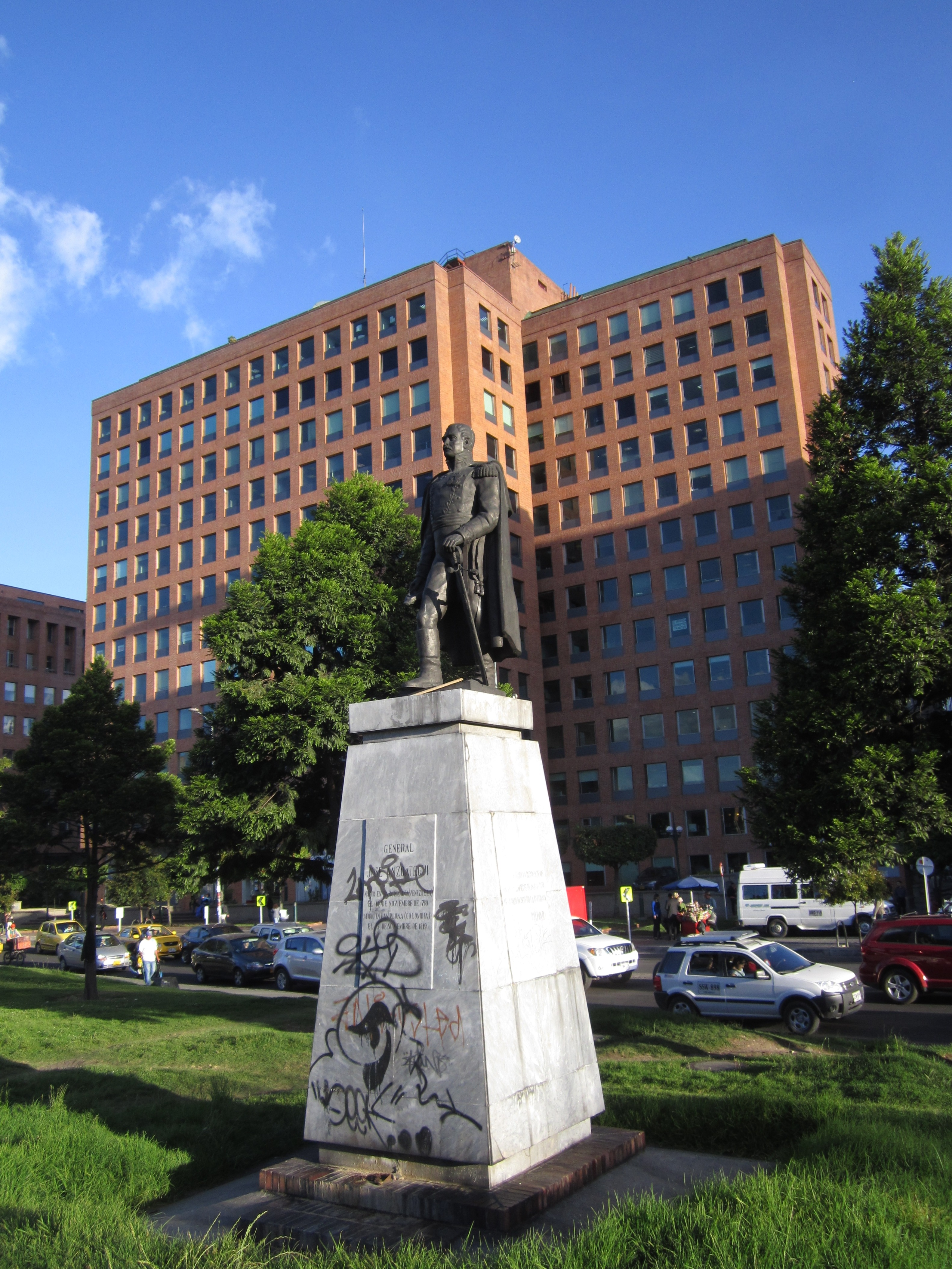
Statue à Bogota

L'État de Barcelona prit le nom d'État d'Anzoátegui en 1909 en l'honneur de son plus grand citoyen le général José Antonio Anzoátegui.
Le stade de Puerto La Cruz, dans l'État d'Anzoátegui, est nommé en référence au général Anzoátegui.